# Elecciones al Parlamento de Cataluña de 2021
Las elecciones al Parlamento de Cataluña, correspondientes a la formación de su XIII legislatura, se celebraron el domingo 14 de febrero de 2021.

## Sistema electoral

### Regulación electoral
Cataluña no cuenta con un sistema electoral propio y en las sucesivas elecciones celebradas desde 1980 se ha regido por la Ley Orgánica del Régimen Electoral General (LOREG).

### Circunscripciones y reparto de escaños

Escaños por circunscripción

La disposición transitoria segunda del Estatuto de Autonomía de Cataluña (que mantiene en vigor la disposición transitoria cuarta del Estatuto de Autonomía de Cataluña de 1979) fija que las circunscripciones electorales de Barcelona, Gerona, Lérida y Tarragona elegirán, respectivamente a 85, 17, 15 y 18 diputados. Asimismo, los partidos extraparlamentarios deben conseguir previamente el aval del 0,1 % del censo electoral de cada circunscripción para poder presentar candidaturas. Finalmente, no se tienen en cuenta aquellas candidaturas que no obtengan, al menos, el 3 % de los votos válidos emitidos (suma de votos válidos a candidatura y votos en blanco) en la circunscripción para poder entrar en la atribución de escaños mediante el método D'Hondt.

### Calendario
Aquí se muestra el calendario electoral para las elecciones al Parlamento de Cataluña de 2021:
- 21 de diciembre: Anuncio de convocatoria de elecciones
- 22 de diciembre: Publicación de la convocatoria en el BOE
- 1 de enero: Fecha límite para la presentación de coaliciones
- 11 de enero: Fecha límite para la presentación de candidaturas
- 13 de enero: Publicación de las candidaturas presentadas en el DOGC
- 15 de enero: Evaluación de la situación de la COVID-19 en Cataluña, y decisión sobre el aplazamiento o mantenimiento del calendario electoral prefijado.[15][16] Ese día fue acordada por Decreto la suspensión de la convocatoria electoral publicada el pasado 22 de diciembre por la grave situación de la pandemia, anunciándose una nueva convocatoria para poder celebrar los comicios el 30 de mayo de 2021.[17][18]
- 16 de enero: Publicación en el BOE del Decreto que deja sin efecto la convocatoria electoral inicial[6]
- 19 de enero: El TSJC acuerda suspender cautelarmente el decreto de suspensión electoral publicado el anterior 16 de enero, devolviendo su vigencia a la convocatoria inicial.[7][8] Ese día, la JEC ordenó continuar con los preparativos electorales interrumpidos y adaptar el calendario en lo que fuese oportuno.[19]
- 19-22 de enero: Proclamación de candidaturas por las Juntas Electorales Provinciales de Cataluña y publicación en el DOGC[20][21][22][23]
- 29 de enero: Inicio de la Campaña electoral
- 9 de febrero: Prohibición en adelante de publicar sondeos electorales
- 13 de febrero: Jornada de reflexión
- 14 de febrero: Jornada electoral

## Antecedentes

### Inhabilitación de Quim Torra
Durante la campaña de las elecciones generales de abril de 2019, el entonces presidente de la Generalidad de Cataluña, Quim Torra, se negó a cumplir en plazo el requerimiento de la Junta Electoral Central de retirar una pancarta colocada en la fachada de la Generalidad en apoyo a lo que los separatistas llamaban "presos políticos" del proceso independentista. Ello llevó a que, el 19 de diciembre de 2019, el TSJC condenase a Quim Torra a la pena de multa de 30.000 euros e inhabilitación durante un año y medio, aunque dicha Sentencia sería recurrida ante el Tribunal Supremo (de forma que dicha resolución no era, aún, ejecutable).
Aun no siendo firme la anterior condena, los partidos PP, Cs y Vox solicitaron a la Junta Electoral Provincial de Barcelona (JEPB) la retirada del acta de diputado de Quim Torra. La JEPB rechazó dicha solicitud el 24 de diciembre, aunque el asunto fue recurrido y acabó en manos de la Junta Electoral Central (JEC). Tras ello, el 3 de enero de 2020, la JEC ordenó la retirada del acta de diputado de Quim Torra. Dicha decisión fue de nuevo recurrida ante el Tribunal Supremo, quien confirmó ese 23 de enero la orden dictada por la JEC. A 27 de enero de 2020, el Parlamento de Cataluña acabó retirando dicha acta de diputado, aunque Quim Torra sí pudo continuar como Presidente de la Generalidad.
En cualquier caso, el acatamiento de dicha resolución por el Parlamento de Cataluña generó una grave crisis entre los socios del gobierno ERC (que ostentaba la presidencia del Parlamento catalán) y JuntsxCat (coalición bajo la que se presentó Quim Torra). Ante dicha situación, Torra anunció ese 29 de enero que "la legislatura no tiene más recorrido", anticipando la convocatoria de elecciones tras la aprobación de los Presupuestos catalanes (prevista entonces para marzo o abril de ese año). No obstante, la irrupción de la pandemia de COVID-19 en marzo de 2020 llevó a Torra a posponer la convocatoria electoral.
Tras todo ello, el 28 de septiembre de 2020, el Tribunal Supremo confirmó la condena a multa e inhabilitación dictada por el TSJC el pasado 19 de diciembre de 2019 contra Quim Torra, siendo dicha Sentencia ejecutiva directamente. Así, el entonces vicepresidente Pere Aragonés asumió el cargo de Presidente de la Generalidad en funciones. Tras todo ello, el 21 de octubre de 2020, el presidente del Parlamento de Cataluña, Roger Torrent, anunció al pleno de la Cámara la imposibilidad de encontrar un candidato para ser investido como nuevo Presidente de la Generalidad, iniciándose el plazo de 2 meses previo a la disolución automática del Parlamento de Cataluña e inicio de este proceso electoral.

### Reestructuración política catalana
En paralelo al proceso de inhabilitación de Quim Torra, a lo largo del 2020 las principales alianzas electorales catalanas vivieron una profunda reestructuración:
- Esquerra Republicana de Catalunya-Catalunya Sí (ERC-CatSí), coalición formada en 2017 por ERC y CatSí con el apoyo externo de DC y MES,[47][48] obteniendo entonces 32 diputados (30 de ERC y 2 de DC), experimentó a finales de 2020 la ruptura entre dichos partidos. Por un lado, ERC rompió su acuerdo con DC tras la reunión de estos últimos con representantes de la ultraderecha independentista, retirando los 2 diputados de DC su apoyo en el grupo parlamentario y a dicha candidatura de cara a estos comicios.[49][50][51] Por otro lado, MES rompió con ERC con el fin de "aglutinar el máximo de fuerzas independentistas" y "hacer efectiva la República Catalana" bajo las listas del partido Junts.[52][53] Finalmente, ERC optó por presentarse a estos comicios como partido en solitario.[54][55]
- La coalición Junts per Catalunya (JuntsxCat) conformada en los comicios de 2017 por el Partit Demòcrata, CDC e independientes, obteniendo 34 diputados,[56][57] vivió una profunda ruptura a mediados de 2020 cuando el entorno de Carles Puigdemont tomó el control del partido político Junts per Catalunya (registrado en 2018 y homónimo a la coalición presentada en 2017, pero constituidas como entidades diferentes) y optó por presentarse con dicho partido a estas elecciones.[58][59][60][61] Tras ello, solo 5 diputados en el Parlamento de Cataluña permanecieron en el Partit Demòcrata (PDeCAT), pasando dicho partido a presentarse en solitario a estos comicios.[nota 1] Finalmente, el 8 de enero de 2021 la JEC reconoció los derechos electorales de la coalición JuntsxCat al PDeCAT.[64][65]
- El partido Junts per Catalunya (JxCAT o Junts) logró atraer el apoyo de 29 de los 34 diputados electos en 2017 por la coalición JuntsxCat. Asimismo, a finales de 2020, este partido firmó acuerdos con DC y MES, que previamente apoyaron a ERC-CatSí, para incorporarlos a sus listas sin conformar una coalición formal, sumando así el apoyo de los 2 diputados de DC.[66][67][68] No obstante, al ser un partido que se postula por primera vez a unas elecciones catalanas, Junts se vio obligado a recoger avales para poder presentarse.[69][70][71] Finalmente, la JEC reconoció a Junts la condición de "grupo político significativo".[72][73]
- En Ciutadans (Cs), candidatura ganadora en 2017 con 36 escaños, la marcha de Inés Arrimadas al Congreso de los Diputados y su elección como presidenta del partido hizo necesario un nuevo liderazgo de la formación en Cataluña. Así, en julio de 2020 Lorena Roldán fue designada como candidata a la Generalitat por primarias con un apoyo del 86%, aunque la dirección nacional de Cs decidió deponerla al mes siguiente para postular a Carlos Carrizosa.[74] El 30 de diciembre de 2020 Roldán abandonaría el partido para sumarse a las listas del Partit Popular,[75][76][77] tras lo que Cs incorporaría a la periodista Anna Grau en su candidatura.[78]
- El Partit dels Socialistes de Catalunya (PSC), partido hermanado con el PSOE, experimentó un cambio en el cabeza de lista. A pesar de que iba a ser Miquel Iceta quien repitiese, por tercera vez, como candidato a la Generalitat en estas elecciones, el 30 de diciembre de 2020 Iceta renunció a ser candidato de nuevo en favor del ministro Salvador Illa, justificando dicha decisión en que fue tomada conjuntamente con el secretario general del PSOE (Pedro Sánchez) y que Illa sería una mejor opción para relanzar electoralmente al partido y aprovechar su gestión al frente de la pandemia de la COVID-19.[79][80]
- Catalunya en Comú-Podem, coalición formada en 2017 por los partidos CatComú, BComú, Podemos, EUiA e ICV y que obtuvo 8 diputados,[81] también vivió una profunda reestructuración. Así, en junio de 2019 el partido EUiA retiró su apoyo a la coalición como consecuencia de posturas irreconciliables frente al proceso independentista catalán.[82][83][84] Un mes después, en julio de 2019, el partido ICV anunció su disolución por concurso de acreedores.[85][86] Finalmente, este espacio político optaría por presentarse bajo la coalición "En Comú Podem-Podem en Comú" conformada por CatComú y Podemos.[3][87]
- Candidatura d'Unitat Popular (CUP), partido que obtuvo 4 diputados en las anteriores elecciones, optó por presentarse bajo la coalición "Candidatura d'Unitat Popular-Un Nou Cicle per Guanyar" (CUP-G) junto al partido Capgirem.[4] Así mismo, dicha coalición recibió el apoyo externo de la plataforma Guanyem Catalunya (GC) liderada por Dolors Sabater, exalcaldesa de Badalona, quien pasaría a su vez a encabezar esta candidatura (CUP-G).[88][89]

Todos estos cambios llevaron a que, a pesar de que no se alteraron los grupos parlamentarios ni la conformación del Parlamento de Cataluña, el tablero electoral catalán variase notablemente desde el inicio de la XII legislatura en 2017 hasta el momento en que la Cámara catalana fue oficialmente disuelta el 22 de diciembre de 2020. Se adjunta la siguiente infografía para visualizar dichos cambios.
| Parlamento de Cataluña en 2017 Después de las elecciones de 2017              | Parlamento de Cataluña en 2020 (n.o.) En el momento de su disolución de cara a las elecciones de 2021 |
| ----------------------------------------------------------------------------- | --- |
|                                                                               | |
| 36 Ciutadans 34 JuntsxCat 32 ERC-CatSí 17 PSC-PSOE 8 CatComú-Podem 4 CUP 4 PP | 36 Ciutadans 30 ERC 29 JxCat 17 PSC-PSOE 8 CatComú-Podem 5 PDeCAT 4 CUP 4 Partido Popular 2 DC        |

### Pandemia de COVID-19
La celebración de estas elecciones se verá marcada por la pandemia de la COVID-19, siendo estas las terceras elecciones celebradas en España desde el estallido de la pandemia (tras las elecciones gallegas y vascas celebradas en paralelo el 12 de junio de 2020). Así, la Generalidad y el Parlamento de Cataluña han establecido mecanismos de seguimiento de la situación pandémica y medidas especiales para la celebración de estos comicios.
|                                                                                               |
| Cartel publicado por la Generalidad de medidas ante la COVID-19 para la votación (en catalán) |

|                                                                                         |
| Simulacro de votación celebrado el 10 de febrero de 2021 junto al Consejero Bernat Solé |

|                                                                                           |
| El Consejero Bernat Solé valorando las medidas del PROCICAT ante la COVID-19 (en catalán) |

## Convocatoria, candidaturas y encuestas

### Convocatoria
Tras la imposibilidad de encontrar un candidato que lograse la mayoría necesaria para ser investido como nuevo presidente (y poder sustituir así al inhabilitado Torra), el 21 de diciembre de 2020 el presidente del Parlamento catalán Roger Torrent anunció su disolución automática, tras lo que el presidente en funciones de la Generalidad Pere Aragonés firmó el decreto de disolución de dicha cámara legislativa y la convocatoria de estas elecciones. Dicho decreto sería publicado en el DOGC al día siguiente, el 22 de diciembre, quedando oficialmente convocados estos comicios para su celebración el 14 de febrero de 2021.
No obstante, ante el "empeoramiento generalizado" de la pandemia de COVID-19 en Cataluña y tras haber "escuchado a los partidos políticos con representación", el Gobierno de Cataluña aprobó el 15 de enero de 2021 un nuevo decreto que acordaba "dejar sin efecto las elecciones convocadas para el 14 de febrero" y anunciaba una futura convocatoria "para que (los comicios) tengan lugar el día 30 de mayo, previo análisis de las circunstancias epidemiológicas y de salud pública". Ese decreto entraría en vigor el 16 de enero tras ser publicado en el DOGC, dejando sin efecto la anterior convocatoria publicada el 22 de diciembre.
La legalidad de dicha fórmula de suspensión electoral y anuncio de una futurible nueva convocatoria fue cuestionada por diversos expertos, partidos (como PSC, Vox, PNC, LD o IeP), patronales y otros colectivos, siendo interpuestos varios recursos ante el TSJC a los pocos días de su entrada en vigor. Tras ello, ese 19 de enero el TSJC acordó de forma cautelarísima suspender el recién aprobado decreto de "aplazamiento" electoral, devolviendo su vigencia a la convocatoria del 22 de diciembre y quedando la fecha electoral fijada de nuevo para ese 14 de febrero. El 22 de enero, tras escuchar a la Generalidad y al Ministerio Fiscal, el TSJC acordó mantener la suspensión del decreto recurrido hasta resolver el fondo de la controversia.
Finalizado el incidente de medidas cautelarísimas, el TSJC inició la tramitación del proceso sobre el fondo (o sea, sobre la legalidad o no del decreto de suspensión electoral recurrido), acordando recortar sus plazos por razones de urgencia. Así pues, el 29 de enero el TSJC anunció su decisión de anular el decreto recurrido, confirmando que la fecha de las elecciones sería el 14 de febrero. La correspondiente Sentencia fue dictada el 1 de febrero de 2021.

### Candidaturas
A continuación se muestra una lista de los partidos y alianzas electorales que o bien obtuvieron representación en las últimas elecciones al Parlamento de Cataluña o bien son considerados "grupos políticos significativos" conforme a la Junta Electoral Central.
Las candidaturas aparecen enumeradas en orden descendente de escaños obtenidos en las anteriores elecciones. Así mismo, los partidos y alianzas que conforman el gobierno en el momento de las elecciones están sombreados en verde claro, mientras que aquellas candidaturas que hubiesen formado parte del gobierno en algún momento de la legislatura pero no en el momento de las elecciones aparecen sombreadas en amarillo claro.
| Candidatura | Candidatura                                            | Integrantes       | Candidato/a | Candidato/a                     | Diputados previos (2017) |
| ----------- | ------------------------------------------------------ | ----------------- | ----------- | ------------------------------- | ------------------------ |
|             | Ciutadans- Partido de la Ciudadanía                    | Ciudadanos        |             | Carlos Carrizosa                | 36                       |
|             | Partit Demòcrata Europeu Català                        | PDeCAT CNV        |             | Àngels Chacón                   | 34 (JuntsxCat)           |
|             | Esquerra Republicana de Catalunya                      | ERC               |             | Pere Aragonès (Presidente e.f.) | 32 (ERC-CatSí)           |
|             | Partit dels Socialistes de Catalunya                   | PSC-PSOE          |             | Salvador Illa                   | 17                       |
|             | En Comú Podem- Podem En Comú                           | CatComú Podem ECP |             | Jéssica Albiach                 | 8 (CatComú-Podem)        |
|             | Candidatura d'Unitat Popular- Un Nou Cicle per Guanyar | CUP Capgirem      |             | Dolors Sabater                  | 4 (CUP)                  |
|             | Partit Popular/Partido Popular                         | PP                |             | Alejandro Fernández             | 4                        |
|             | Junts per Catalunya                                    | JxCAT             |             | Laura Borràs                    | n/a                      |
|             | Vox                                                    | Vox               |             | Ignacio Garriga                 | n/a                      |

### Encuestas
A continuación se muestra de forma gráfica la evolución de las encuestas de cara a estos comicios durante el desarrollo de la XIII legislatura del Parlamento de Cataluña.

## Campaña electoral

### Lemas de campaña
A continuación se muestran los lemas de campaña empleados por las candidaturas antes mostradas, tanto en su versión en español como en catalán:
| Ciutadans-Partido de la Ciudadanía: Para que ganemos todos / Perquè guanyem tots           |
| Partit Demòcrata Europeu Català: Si te lo piensas, PDeCAT / Si t'ho penses, PDeCAT         |
| Esquerra Republicana de Catalunya: Al lado de la gente / Al costat de la gent              |
| Partit dels Socialistes de Catalunya: Hagámoslo / Fem-ho                                   |
| En Comú Podem-Podem en Comú: El cambio que Cataluña merece / El canvi que Catalunya mereix |
| Candidatura d'Unitat Popular-Un Nou Cicle per Guanyar: Para ganar / Per guanyar            |
| Partit Popular/Partido Popular: Una Cataluña mejor / Una Catalunya millor                  |
| Junts per Catalunya: Juntos para hacer. Juntos para ser / Junts per fer. Junts per ser     |
| Vox: Recuperemos Cataluña / Recuperem Catalunya                                            |

### Debates electorales
Durante la campaña se organizaron cinco debates entre las fuerzas políticas. Todas las organizaciones enviaron al mismo candidato a los debates con excepción de CUP-G, que decidió presentar a tres candidatos diferentes. Vox fue el único partido en no ser invitado a todos los debates y el Partido Popular fue el único que no se presentó a todos los debates a los que fue invitado por conflictos de agenda de su candidato.
| Organizador                                                   | Fecha                 | Moderador      | Candidatos     | Candidatos      | Candidatos     | Candidatos | Candidatos        | Candidatos | Candidatos     | Candidatos     | Candidatos    |
| Organizador                                                   | Fecha                 | Moderador      | Carrizosa (Cs) | Chacón (PDeCAT) | Aragonés (ERC) | Illa (PSC) | Albiach (ECP-PEC) | (CUP-G)    | Fernández (PP) | Borrás (JxCat) | Garriga (Vox) |
| ------------------------------------------------------------- | --------------------- | -------------- | -------------- | --------------- | -------------- | ---------- | ----------------- | ---------- | -------------- | -------------- | ------------- |
| La Vanguardia                                                 | 29 de enero de 2021   | Enric Sierra   |                |                 |                |            |                   | Sabater    |                |                |               |
| RTVE                                                          | 31 de enero de 2021   | Xabier Fortes  |                |                 |                |            |                   | Riera      |                |                |               |
| SER Catalunya                                                 | 5 de febrero de 2021  | Josep Cuní     |                |                 |                |            |                   | Sabater    |                |                |               |
| CCMA                                                          | 9 de febrero de 2021  | Vicent Sanchis |                |                 |                |            |                   | Sabater    |                |                |               |
| La Sexta                                                      | 11 de febrero de 2021 | Ana Pastor     |                |                 |                |            |                   | Estrada    |                |                |               |
| Leyenda: Invitado asistente Invitado no asistente No invitado |                       |                |                |                 |                |            |                   |            |                |                |               |

## Jornada electoral

### Participación

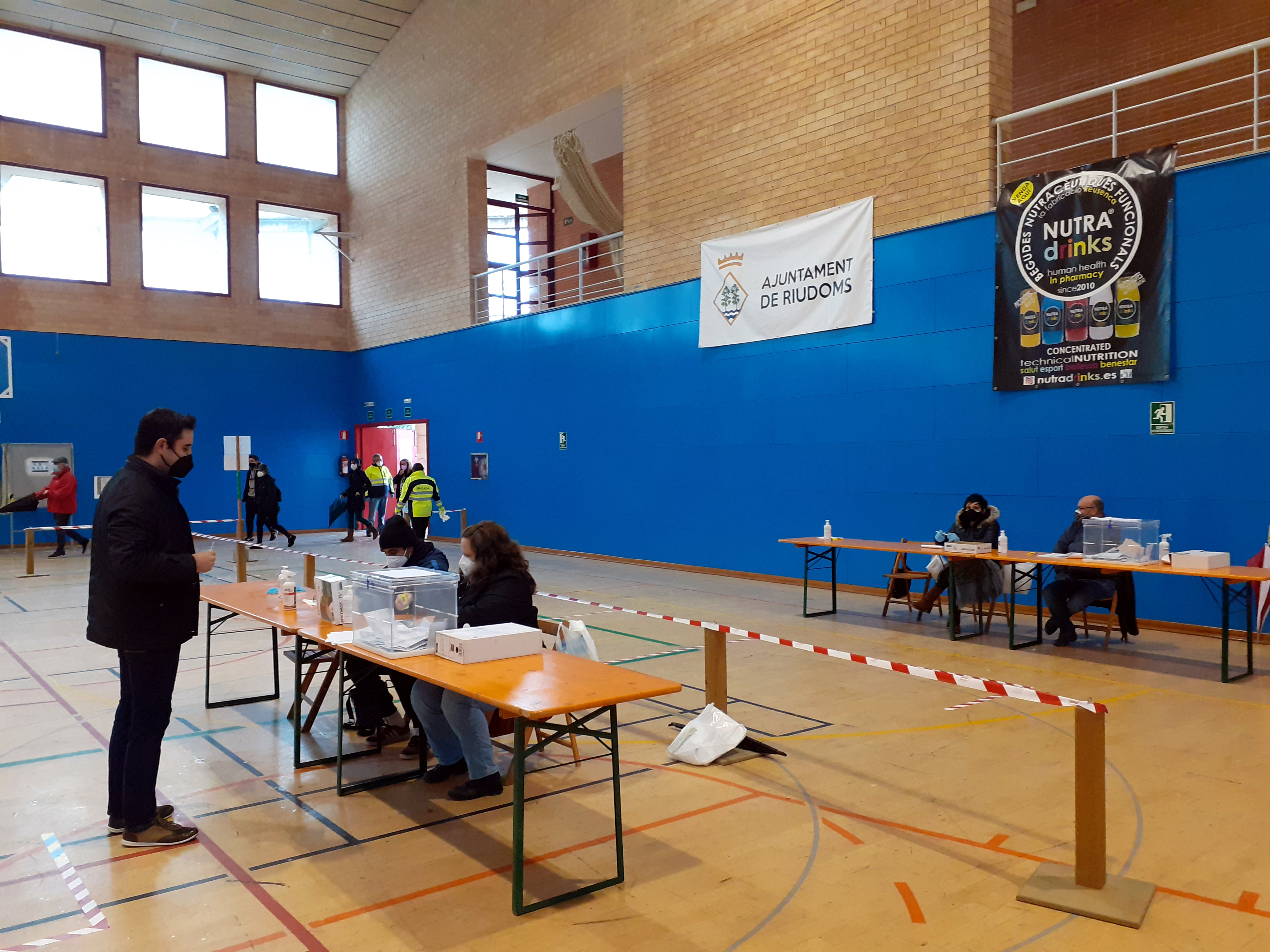
Persona votando en Riudoms

A lo largo de la jornada se publicaron los datos de participación en las elecciones en dos ocasiones (a las 13:00 y 18:00) sin contar el voto por correo. Tras ello, se muestra dato de la participación definitiva al final de la jornada electoral (20:00)
|  | 22,77 % |

|  | 34,69 % |

|  | 45,61 % |

|  | 68,26 % |

|  | 51,29 % |

|  | 79,09 % |

### Resultados

#### Generales

Mapa que muestra las candidaturas más votadas por municipio

En esta sección serán desarrollados los resultados obtenidos por cada una de las candidaturas atendiendo a las listas presentadas y diputados electos, comparando estas cifras con los datos de las últimas elecciones catalanas.
|  | 23,03 % |

|  | 21,30 % |

|  | 20,07 % |

|  | 7,67 % |

|  | 6,68 % |

|  | 6,87 % |

|  | 5,58 % |

|  | 3,85 % |

|  | 4,12 % |

|  | 0,83 % |

|  | 51,29 % |

#### Por circunscripciones

Resultados por circunscripciones electorales.

Vistos los resultados en general, aquí se desarrollan dichos datos para cada una de las circunscripciones en estas elecciones.
| Circunscripción | Partit dels Socialistes de Catalunya | Esquerra Republicana de Catalunya | Junts per Catalunya | Vox           | Cand. d'Unitat Popular-Un Nou Cicle per Guanyar | En Comú Podem-Podem en Comú | Ciutadans-Partido de la Ciudadanía | Partit Popular/Partido Popular | Total |
| --------------- | ------------------------------------ | --------------------------------- | ------------------- | ------------- | ----------------------------------------------- | --------------------------- | ---------------------------------- | ------------------------------ | ----- |
| Barcelona       | 23 (10) 25,04%                       | 19 (1) 20,42%                     | 16 (Nv.) 17,92%     | 7 (Nv.) 7,80% | 5 (2) 6,31%                                     | 7 () 7,76%                  | 5 (19) 6,10%                       | 3 () 4,05%                     | 85    |
| Gerona          | 3 (2) 15,18%                         | 4 () 21,81%                       | 7 (Nv.) 32,67%      | 1 (Nv.) 6,15% | 2 (1) 9,03%                                     | 0 () 4,05%                  | 0 (4) 3,26%                        | 0 () 2,00%                     | 17    |
| Lérida          | 3 (2) 15,02%                         | 5 () 26,57%                       | 5 (Nv.) 28,04       | 1 (Nv.) 5,53% | 1 (1) 7,39%                                     | 0 () 3,23%                  | 0 (3) 3,22%                        | 0 () 3,55%                     | 15    |
| Tarragona       | 4 (2) 20,04%                         | 5 () 24,48%                       | 4 (Nv.) 19,38%      | 2 (Nv.) 9,39% | 1 (1) 6,79%                                     | 1 () 4,92%                  | 1 (4) 5,24%                        | 0 (1) 4,31%                    | 18    |
| TOTAL           | 33 ( 16)                             | 33 ( 1)                           | 32 (Nv.)            | 11 (Nv.)      | 9 ( 5)                                          | 8 ()                        | 6 ( 30)                            | 3 ( 1)                         | 135   |
| TOTAL           |                                      |                                   |                     |               |                                                 |                             |                                    |                                | 135   |

## Cargos nombrados

### Diputados electos
A continuación se muestra una tabla mostrando los diputados y diputadas electos por cada una de las candidaturas y circunscripciones en las que concurrieron a estos comicios de 2021, dando inicio a la XIII legislatura del Parlamento de Cataluña.
| Elecciones al Parlamento de Cataluña de 2021 Diputados electos |                               | | | | |
| Candidatura                                                    | Candidatura                   | Barcelona | Gerona | Lérida | Tarragona |
|                                                                | PSC-PSOE (33 diputados)       | 1. Salvador Illa Roca 2. Eva Granados Galiano 3. Ramon Espadaler Parcerisas 4. Gemma Lienas Massot 5. Ferran Pedret i Santos 6. Alicia Romero Lano 7. David Pérez Ibáñez 8. Assumpta Escarp Gibert 9. Pol Gibert Horcas 10. Esther Niubó Cidoncha 11. Raúl Moreno Montaña 12. Beatriz Silva Gallardo 13. Jordi Terrades i Santacreu 14. Marta Moreta i Rovira 15. Juan Luis Ruiz López 16. Rocío García Pérez 17. Cristòfol Gimeno Iglesias 18. Eva Candela López 19. Jordi Riba Colom 20. Elena Díaz Torrevejano 21. David González Chanca 22. Helena Bayo Delgado 23. Mario García Gómez | 1. Silvia Paneque Sureda 2. Oscar Aparicio Pedrosa 3. Mónica Ríos García | 1. Òscar Ordeig Molist 2. Judit Alcalá González 3. Silvia Romero Galera                                                             | 1. Rosa María Ibarra Ollé 2. Rubén Viñuales Elías 3. Joaquim Paladella Curto 4. Dolors Carreras Casany                            |
|                                                                | ERC (33 diputados)            | 1. Pere Aragonès García 2. Laura Vilagrà Pons 3. Roger Torrent Ramió 4. Najat Driouech Ben Moussa 5. Josep Maria Jové i Lladó 6. Alba Vergés i Bosch 7. Ernest Maragall Mira 8. Ester Capella i Farré 9. Chakir El Homrani i Lesfar 10. Jenn Díaz Ruíz 11. Pau Morales Romero 12. Nuria Picas Albets 13. Rubén Wagensberg Ramón 14. Mònica Palacìn París 15. Jordi Albert Caballero 16. Lluïsa Llop Fernández 17. Juli Fernández Olivares 18. Ana María Balsera Marín 19. Ferran Estruch Torrents                                                                                          | 1. Teresa Jordà Roura 2. Sergi Sabrià Benito 3. Anna Caula Paretas 4. Bartomeu Compte Masmitjà                                                                                            | 1. Marta Vilalta Torres 2. Meritxell Serret i Aleu 3. Jordina Freixanet Pardo 4. Antoni Flores i Ardiaca 5. Engelbert Montalà i Pla | 1. Raquel Sans Guerra 2. Josep Lluís Salvadó Tenesa 3. Irene Aragonès Gràcia 4. Carlos Castillo Rosique 5. María Jesús Viña Ariño |
|                                                                | JxCat (32 diputados)          | 1. Carles Puigdemont i Casamajó 2. Laura Borràs Castanyer 3. Joan Canadell Brugera 4. Elsa Artadi Vila 5. Jaume Alonso-Cuevillas i Sayrol 6. Meritxell Budó i Pla 7. Jordi Puigneró Ferrer 8. Anna María Erra Solà 9. Lluís Puig Gordi 10. Aurora Madaula i Giménez 11. Damià Calvet Valera 12. Mercè Esteve i Pi 13. Josep Rius Alcaraz 14. Judith Toronjo Nofuentes 15. Francesc De Dalmases Thió 16. Assumpció (Titón) Laïlla Jou | 1. Gemma Geis i Carreras 2. Marta Madrena Mir 3. Salvador Vergés i Tejero 4. Francesc Xavier Ten i Costa 5. María Antònia Batlle Andreu 6. Ferran Roquer i Padrosa 7. Jordi Munell García | 1. Ramón Tremosa Balcells 2. Cristina Casol Segués 3. Jordi Fàbrega Sabaté 4. Anna Feliu Moragues 5. Joan Carles García Guillamon   | 1. Albert Batet Canadell 2. Mònica Sales de la Cruz 3. Eusebi Campdepadrós i Pucurull 4. María Teresa Pallarès Piqué              |
|                                                                | VOX (11 diputados)            | 1. Ignacio Garriga Vaz de Concicaco 2. Antonio Gallego Burgos 3. Juan de la Cruz Garriga Dómenech 4. María Elisa García Fuster 5. Mónica Lora Cisquer 6. Andrés Félix Bello Sanz 7. Manuel Jesús Acosta Elías | 1. Alberto Tarradas Paneque | 1. Antonio Ramón López Gómez | 1. Isabel Lázaro Pina 2. Sergio Macián de Greef                                                                                   |
|                                                                | CUP-G (9 diputados)           | 1. Dolos Sabater Puig 2. Carles Riera Albert 3. Eulàlia Reguant Cura 4. Xavier Pellicer Pareja 5. Basharat Changuerra i Canalejo | 1. Dani Cornellà Detrell 2. Montserrat Vinyets Pagès | 1. Pau Juvillà i Ballester | 1. Laia Estrada Cañón |
|                                                                | ECP-PEC (8 diputados)         | 1. Jéssica Albiach Satorres 2. Joan Carles Gallego Herrera 3. Jessica González Herrera 4. Lucas Silvano Ferro Solé 5. David Cid Colomer 6. Susanna Segovia Sánchez 7. Marc Parés Franzi | | | 1. Jordi Jordan Farnós |
|                                                                | Ciutadans (6 diputados)       | 1. Carlos Carrizosa Torres 2. Ana María Grau Arias 3. Ignacio de Loyola Martín Blanco 4. Marina Bravo Sobrino 5. Joan García González | | | 1. Matías Alonso Ruiz |
|                                                                | Partido Popular (3 diputados) | 1. Alejandro Fernández Álvarez 2. Lorena Roldán Suárez 3. Eva Parera i Escrichs | | | |

### Elección de la Presidencia del Parlamento de Cataluña
| Candidatura     | Candidatura                           | Primera ronda Mayoría requerida: absoluta (68/135) | Segunda ronda Mayoría requerida: simple |
| --------------- | ------------------------------------- | -------------------------------------------------- | --------------------------------------- |
|                 | Laura Borràs Castanyer (JxCat)        | 65/135                                             | 64/135                                  |
|                 | Eva María Granados Galiano (PSC-PSOE) | 42/135                                             | 50/135                                  |
|                 | María Elisa García Fuster (VOX)       | 11/135                                             | —                                       |
|                 | Joan Carles Gallego Herrera (ECP-PEC) | 8/135                                              | —                                       |
| Votos en blanco | Votos en blanco                       | 8/135                                              | 17/135                                  |
| Votos nulos     | Votos nulos                           | 0/135                                              | 3/135                                   |
| Resultado       | Resultado                             | No                                                 | Sí                                      |

### Primera Investidura del Presidente de la Generalidad
| Candidato     | Fecha                                                    | Voto |    |    |    |    |   |   |   |   | Total  |
| ------------- | -------------------------------------------------------- | ---- | -- | -- | -- | -- | - | - | - | - | ------ |
| Pere Aragonès | 26 de marzo de 2021 Mayoría requerida: absoluta (68/135) | Sí   |    | 33 |    |    | 9 |   |   |   | 42/135 |
| Pere Aragonès | 26 de marzo de 2021 Mayoría requerida: absoluta (68/135) | No   | 33 |    |    | 11 |   | 8 | 6 | 3 | 61/135 |
| Pere Aragonès | 26 de marzo de 2021 Mayoría requerida: absoluta (68/135) | Abs. |    |    | 32 |    |   |   |   |   | 32/135 |
| Pere Aragonès |                                                          |      |    |    |    |    |   |   |   |   |        |
| Pere Aragonès | 30 de marzo de 2021 Mayoría requerida: Simple            | Sí   |    | 33 |    |    | 9 |   |   |   | 42/135 |
| Pere Aragonès | 30 de marzo de 2021 Mayoría requerida: Simple            | No   | 33 |    |    | 11 |   | 8 | 6 | 3 | 61/135 |
| Pere Aragonès | 30 de marzo de 2021 Mayoría requerida: Simple            | Abs. |    |    | 32 |    |   |   |   |   | 32/135 |

### Segunda Investidura del Presidente de la Generalidad
| Candidato     | Fecha                                                   | Voto |    |    |    |    |   |   |   |   | Total  |
| ------------- | ------------------------------------------------------- | ---- | -- | -- | -- | -- | - | - | - | - | ------ |
| Pere Aragonès | 21 de mayo de 2021 Mayoría requerida: absoluta (68/135) | Sí   |    | 33 | 32 |    | 9 |   |   |   | 74/135 |
| Pere Aragonès | 21 de mayo de 2021 Mayoría requerida: absoluta (68/135) | No   | 33 |    |    | 11 |   | 8 | 6 | 3 | 61/135 |
| Pere Aragonès | 21 de mayo de 2021 Mayoría requerida: absoluta (68/135) | Abs. |    |    |    |    |   |   |   |   | 0/135  |